# Alexandre Gavrilovic
Alexandre Gavrilovic, né le 25 novembre 1991, à Strasbourg, en France, est un joueur français de basket-ball. Il évolue au poste de pivot.

## Carrière universitaire
- 2010-2011 :  IMG Academy (en) (High school)
- 2011-2013 :  Flyers de Dayton (NCAA I)
- 2014-2015 :  Tigers de Towson (NCAA I)

## Carrière professionnelle
- 2015-2017 :  Chorale de Roanne (Pro B)
- 2017-Févr.2018 :  Hermine de Nantes (Pro B)
- Févr. 2018-2018 :  ALM Évreux Basket (Pro B)
- 2018-2019 :  Balkan Botevgrad (NBL)
- 2019-2020 :  BC Tsmoki-Minsk (VTB United League)
- 2020-2021 :  BK Nijni Novgorod (VTB United League)
- 2021-2022 :  CSM Oredea (Divizia A)
- Depuis 2022 :  Belfius Mons-Hainaut (BNXT League)

## Palmarès
- Champion d'Europe -20 ans 2010
- Leaders Cup de basket-ball Pro B 2017
- Champion de Bulgarie 2019